# Stenanona
Stenanona is een geslacht uit de familie Annonaceae. De soorten uit het geslacht komen voor van Zuid-Mexico tot in Colombia.

## Soorten
- Stenanona carrillensis G.E.Schatz & Maas
- Stenanona cauliflora (J.W.Walker) G.E.Schatz ex Maas, E.A.Mennega & Westra
- Stenanona columbiensis Aristeg. ex G.E.Schatz & Maas
- Stenanona costaricensis R.E.Fr.
- Stenanona flagelliflora T.Wendt & G.E.Schatz
- Stenanona hondurensis G.E.Schatz, F.G.Coe & Maas
- Stenanona humilis (Miranda) G.E.Schatz ex Maas, E.A.Mennega & Westra
- Stenanona migueliana Ortíz-Rodr. & G.E.Schatz
- Stenanona monticola Maas & G.E.Schatz
- Stenanona morenoi Ortíz-Rodr. & Mor.-Méndez
- Stenanona narinensis G.E.Schatz & Maas
- Stenanona panamensis Standl.
- Stenanona stenopetala (Donn.Sm.) G.E.Schatz ex Maas, E.A.Mennega & Westra
- Stenanona tuberculata G.E.Schatz & Maas
- Stenanona tubiflora G.E.Schatz & Maas
- Stenanona wendtii G.E.Schatz & Maas
- Stenanona zoque Ortíz-Rodr. & Gómez-Domínguez